# Кочиш, Анталь
Анталь (Тони) Кочиш (венг. Kocsis Antal; 17 ноября 1905 — 25 октября 1994) — венгерский боксёр, олимпийский чемпион.
Анталь Кочиш родился в 1905 году в Кишпеште (в настоящее время — часть Будапешта). С 1926 по 1930 годы он ежегодно выигрывал чемпионат Венгрии, в 1927 году завоевал серебряную медаль чемпионата Европы, а в 1928 году завоевал золотую медаль Олимпийских игр в Амстердаме.
В 1930 году Анталь Кочиш эмигрировал в Южную Америку, а оттуда перебрался в США, где стал профессиональным боксёром, выступая под именем «Тони Кочиш». В 1935 году завершил спортивную карьеру.